# Бичура (Бурятия)
Бичура́ (бур. Бэшүүр) — село, административный центр Бичурского района Республики Бурятия и сельского поселения «Бичурское».
Население — 8728 человек (2021).
Является самым крупным семейским селом в Забайкалье.

## География

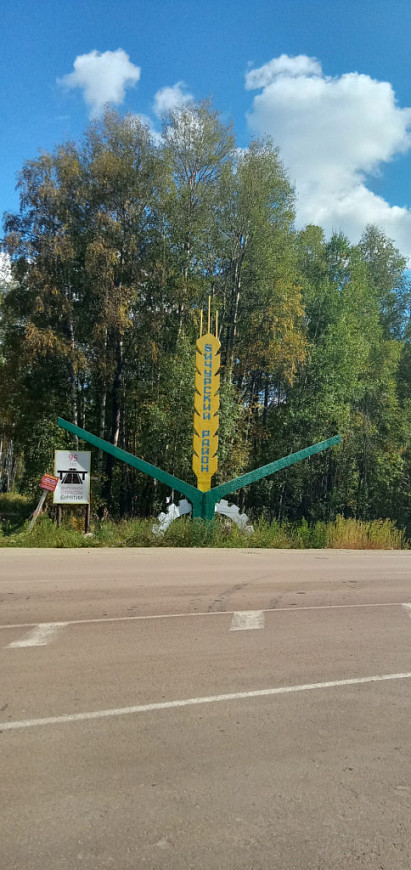
Стела на границе Бичурского района

Расположено по берегам речки Бичуры (от диал. бур. писуурэ — «заросли в низине»), недалеко от её впадения в Хилок. Селение имеет ширину до 4 км, протягиваясь по долине Бичуры на 11 км с юго-востока на северо-запад, где крайние дома села отстоят от берега Хилка в одном километре. По центральной части села с востока на запад проходит региональная автодорога Р441 Мухоршибирь — Бичура — Кяхта (в селе идёт по улице Советской), делящая поселение на две части — южную, находящуюся в межгорной долине отрогов Малханского хребта, и северную, где речка Бичура выходит в долину реки Хилок.

## История
В 1772 году здесь побывал П. С. Паллас, в 1871 — П. А. Ровинский, в 1919 — А. М. Селищев.

### XVIII век
В наше время уникальный материал по Мухоршибирской, а затем Куналейской волостям, в состав которых входила Бичура, собран крупнейшим исследователем старообрядчества Ф. Ф. Болоневым. Им обнаружен архивный документ, в котором семейские указывают год поселения в Бичуре — 1768, в количестве 26 семей, в их числе 70 душ мужского и 66 женского пола. 
Ценные сведения содержатся у П. А. Ровинского о том времени:

Семейские из первой партии прибывших были поселены наперво по речке Иро слободой под названием Покровского села. А потом снова переведены, а, по мнению самих бичурян, перешли сами на речку Бичуру в Бичурскую деревню. В то время как Урлук уже наслаждался плодами трудов своих, Джидинские семейские стали селиться на Бичуре. В январе 1795 г. в Бичуре проживало уже 186 душ мужского пола и 185 женского, всего 371 человек в 31 доме. Не страшил их никакой труд и борьба с природой, не встретили они сопротивления в русских посельщиках, сначала жили в какой-то трущобе, в самом тесном месте Бичурской долины, среди болот, почему и названа эта часть Грязнухой. Из документов следует, что в 1798 г. ещё не было семейских на средней Бичурке, а в 1801 г. видно, что они там уже были. Первоначально они занимали противоположную православным сторону реки. С ростом численности населения и урегулированием земельных споров был освоен и другой берег. Нелегко уступала им свои права природа, то побило молодые всходы, то напала саранча и у одних Бичурских съела 550 десятин разного хлеба, то погода помешала убрать хлеб, упал снег. К этому присоединилось междоусобие. А тут ещё и горе — умер священник, нового добывать нужно из России… придется жить без благодати. Несмотря на все трудности уже через тридцать-сорок лет деревни староверов преобразили окрестные пейзажи, всюду, даже на горных склонах, раскинулись пашни, и переселенцы смогли не только прокормить себя, но и сравнительно дёшево продавали излишки муки. Занимались бичурцы в основном хлебопашеством, овощеводством, меньше животноводством. Сеяли яровую рожь, пшеницу, овес, гречиху, коноплю, с одной десятины получали до 70-80 пудов зерна, иногда и по 100 пудов. Вели добычу кедрового ореха, гнали смолу, деготь. В таёжных урочищах печи курились весь теплый сезон. Продукцию вывозили в Верхнеудинск, Кяхту, Петровский Завод, сплавляли по Хилку.

### XIX век
Быстро росло семейское население в Бичуре, в 1808 г. — 610 человек, в 1825 г. — 1069 в 150 домах;оно увеличивалось естественным путём. Ссыльные в крае, как правило, приписывались к православным. В 1860 г. в Бичуре было уже старообрядцев 2436 человек, в 1865—2708. Такого высокого прироста не было отмечено нигде во всей истории народов и селений Сибири. В 1869 г. возник раздел земель у крестьян Бичуры ввиду отделения в особое общество 60 человек православных, с этого времени большая часть селения стала именоваться Новобичурским, а меньшая Старобичурским, каждое было под управлением своего сельского старшины. Ввиду смешанности, чересполосице земель православных и староверов, те и другие ходатайствовали об их переделе. Передел земель производился по распоряжению Главного заседателя III участка Верхнеудинского округа Маскова".
В середине XIX века в селе действовала Бичурская единоверческая Успенская церковь, но многие старообрядцы стойко продолжали придерживаться раскола, что беспокоило официальную церковь.
В 1853 году кяхтинский купец И. А. Нерпин построил в Бичуре свеклосахарный завод.
Любопытное описание Бичуры и её населения в 1871 году содержится в трудах П. А. Ровинского:

«Откуда бы вы не ехали в Бичуру: из Верхнеудинска по Петрозаводскому тракту или от Кяхты, вам придется ехать сплошь между хребтами. На широкой и ровной плоскости длинной полосою протянулось русское селение по обе стороны р. Бичуры, то приближаясь к ней вплоть, то держась от неё в почтительном отдалении. По правому берегу прошла Московская улица на 9 верст почти непрерывно, только в одном месте каменная скала мысом притиснулась к самой почти речке и вынудила сделать промежуток сажен в 100, и тут же отделилась короткая поперечная улочка Тюрюхановская, тут же острог, волостное правление, общественные магазины. По другую сторону почти на таком же протяжении идет Колесовая улица с несколькими перерывами то в два ряда, то в один. Между этими улицами в три рукава несется речка с двумя мостами и несколькими переездами из плах и досок. На всем протяжении реки работают более 20 мельниц. Если смотреть на селение с близи стоящего утеса, то вы видите на обе стороны длинные-длинные улицы и между ними правильные и неправильные четырёхугольники зелёного цвета разных оттенков: от сероватого цвета капусты и светло-зелёного огурцов и моркови до темного у картофеля и свеклы. Там-сям зелень пестреет желтыми гвоздиками, красным и белым маком и разноцветными астрами. Тут же телятники. Дома все однообразны, но смотрят свежо и бодро. Перед многими стоят сушила, где просушивают снопы и делают пробу умолота нового хлеба. Как все великорусские селенья, Бичура не красится ни рощами, ни садами, ни даже палисадничками. Ни одного деревца, ни на улице, ни во дворе. На первого Спаса был у них крестный ход на воду. Чуть ли не целую ночь шло у них моленье в доме; только что солнышко выкатилось из-за гор, все пошли на реку. Народу было не меньше тысячи, все от мала до велика. Пелось и читалось страх как много! Более 20 дьяков прислуживали священнику и составляли хор певчих. Когда погрузили крест в воду весь народ кинулся в реку. На приобретение священников бичурцы тратили значительные суммы и привозили их из Москвы. Священники скрывались от полиции, тайком объезжали свою паству и совершали требы, кроме того были под беспрестанным наблюдением своих старообрядцев».
Со второй половины XIX и на начало XX веков в связи с существенным увеличением старообрядческого населения в селе в архивных документах ГАИО и НАРБ содержится огромное количество межевых дел о разделе хлебопахотных и сенокосных угодий. Здесь же содержится ходатайство доверенного 19 домохозяев крестьян Бичурского селения Акиндина Павлова о разрешении образовать новое селение в местности по реке Хилок (НАРБ. Ф. 29. Оп. 1. д. 315). 
А. М. Селищев, побывав в семейских сёлах района в 1919 году, отмечал:

«Прежде всего в каждом селе от каждого собеседника я слышал неизбежную жалобу на недостаток земли. От старика до парнишки все в один голос вопили: земли мало, земли дайте. Сена не хватает, и эти вопли не жадность семейских. С землей обстоит у них неблагополучно. Посевная площадь недостаточна. На душу приходится от 2 — 2,3 до 5 десятин (редко). Есть и такие села, где душевой надел удобной пахотной земли меньше 2 десятин».

Так, например, в Билютом (Окино-Ключеской волости), по данным 1914 года, пахотной земли 711 десятин, число мужских душ 452. В начале XX века часть населения Бичуры из-за недостатка земель откочевала на Амур. Отпочковались новые села Мотня, Новосретенка, Петропавловка, Покровка. При том, население самой Бичуры продолжало интенсивно расти. На начало 1919 года в селе проживало около 7000 человек в 1113 дворах. Начало XX века исследователями отмечено как время проникновения новых веяний в жизнь семейских.

### XX век
В 1920 году в селе проходил Бичурский съезд советов. Съезд постановил установить Советскую власть в Прибайкалье.
В условиях советской и постсоветской России в жизни семейских произошли весьма существенные изменения. Среди них раскрестьянивание, репрессии, лишившие деревни большинства духовных лидеров и традиций ведения хозяйства, создание агропромышленного комплекса, развитие социальной инфраструктуры, промышленное строительство и т. д. Традиция уходила в прошлое с каждым новым поколением, нивелировка образа жизни, культуры в советский период привела к модернизации жизни старообрядцев Бичуры. В годы Советской власти в связи с созданием в сёлах промышленных предприятий, таких, как промкомбинаты, кондитерские фабрики, лесничества и т. д., хлынул приток специалистов, по происхождению не семейских. Вступая в брак с семейскими, они не только оказывали влияние на их семейный быт и культуру, но и обогащали свои представления и понятия.
В 1940 году открыт Бичурский маслозавод. Опытные посевы сахарной свеклы были произведены в 1940 году. В 1942 году началось её промышленное выращивание и летом этого года основан сахарный завод.

## Население
| 1920  | 1948  | 1959  | 1970    | 1979    | 1989    | 1995    |
| ----- | ----- | ----- | ------- | ------- | ------- | ------- |
| 7009  | →7009 | ↗8457 | ↗10 130 | ↗10 277 | ↗11 156 | ↗11 783 |
| 2002  | 2003  | 2010  | 2021    |         |         |         |
| ↘4897 | ↗9700 | ↘9145 | ↘8728   |         |         |         |

На сегодняшний день большинство населения по-прежнему здесь составляют семейские.

## Инфраструктура

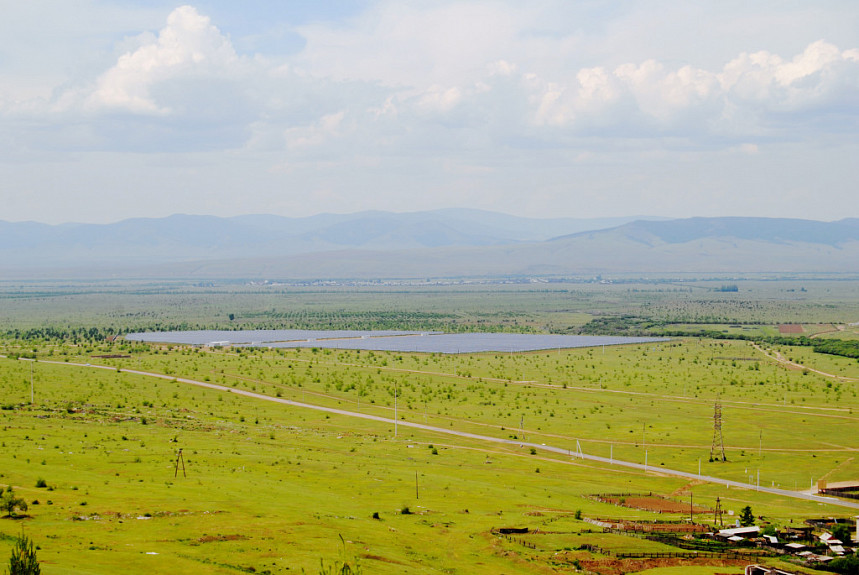
Солнечная электростанция в Бичуре

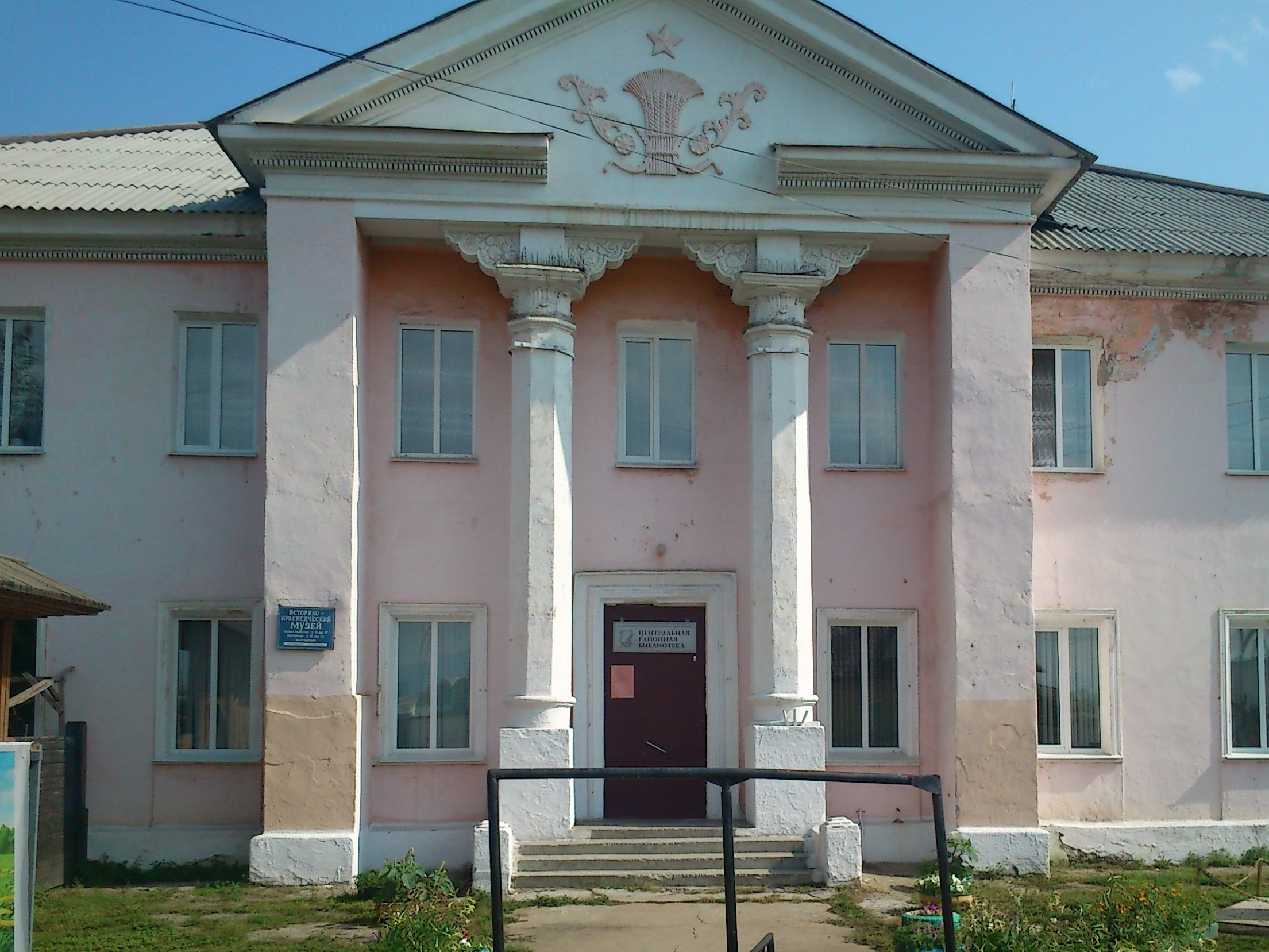
Историко-краеведческий музей

Центральная районная больница, 4 средних общеобразовательных школы, начальная школа, 4 детских сада, почтовое отделение, Дом культуры, детская школа искусств, дом детского творчества, дом-интернат для престарелых и инвалидов, детский социально-реабилитационный центр «Улыбка».

## Экономика
- ООО «Бичурский маслозавод»

## Культура
Ежегодно в Бичуре проводится фестиваль «Бичурские янтари». В селе работают несколько фольклорных ансамблей, такие как «Воскресение», «Старая Бичура», детский образцовый семейский ансамбль «Васильки».
Историко-краеведческий музей имени С. Ю. Широких-Полянского, школьный краеведческий музей «Родина».

## Средства массовой информации
Радио
- 102,3 Радио России / Бурятское Радио
- 105,0 Радио России / Бурятское Радио

Газета
- «Бичурский хлебороб»

## Достопримечательности

### Ильинская церковь
Ильинская церковь — православный храм, начало строительства 2012 год. Относится к Улан-Удэнской епархии Бурятской митрополии Русской православной церкви.
Здание возведено из лиственничного бруса на бетонном основании. Увенчано золотыми куполами.